# Goran Ivanišević
Goran Šimun Ivanišević ([ˈɡɔran ˈiʋaniːʃɛʋitɕ]; n. 13 septembrie 1971, Split, RSF Iugoslavia) este un fost jucător croat de tenis, câștigător al turneului Wimbledon în 2001. După retragere, a devenit antrenor.
Profesionist din 1988 până în 2004, a câștigat 22 de titluri de simplu pe circuitul ATP, inclusiv turneul de la Wimbledon în 2001, turneu la care a jucat datorită primirii unui wild-card din partea organizatorilor. Acesta a fost ultimul trofeu al carierei. A mai câștigat în carieră două Masters 1000 și o Cupă Davis. Este considerat cel mai bun jucător de tenis din istoria Croației.
A ajuns în sferturi de finală cel puțin o dată la toate cele patru turnee de Grand Slam. Stilul de joc ofensiv al croatului i-a permis să se adapteze și să câștige pe toate tipurile de suprafețe, deși jocul său rămâne mai eficient pe iarbă și mai ales în condiții de interior, aici el a câștigat majoritatea titlurilor sale pe circuit (14).
Cel mai bun loc al său în clasamentul ATP a fost poziția secundă, atinsă în iulie 1994 după a doua sa finală de la Wimbledon, într-o perioadă în care Pete Sampras a dominat circuitul.
Devenit antrenor, l-a consiliat pe compatriotul său Marin Čilić în timpul triumfului său la US Open 2014, singurul său titlu major. Din 2019 până în 2024, a fost antrenorul lui Novak Djokovic care în această perioadă a câștigat toate turneele de Grand Slam (9 titluri în total), Turneul Campionilor de două ori și șapte titluri Masters 1000.

## Finale de Grand Slam

### Simplu: 4 (1 titlu)
| Rezultat   | An   | Turneu    | Suprafață | Adversar       | Scor                               |
| ---------- | ---- | --------- | --------- | -------------- | ---------------------------------- |
| Înfrângere | 1992 | Wimbledon | Iarbă     | Andre Agassi   | 7–6(10–8), 4–6, 4–6, 6–1, 4–6      |
| Înfrângere | 1994 | Wimbledon | Iarbă     | Pete Sampras   | 6–7(2–7), 6–7(5–7), 0–6            |
| Înfrângere | 1998 | Wimbledon | Iarbă     | Pete Sampras   | 7–6(7–2), 6–7(9–11), 4–6, 6–3, 2–6 |
| Victorie   | 2001 | Wimbledon | Iarbă     | Patrick Rafter | 6–3, 3–6, 6–3, 2–6, 9–7            |

### Dublu: 2
| Rezultat   | An   | Turneu      | Suprafață | Partener     | Adversari                    | Scor     |
| ---------- | ---- | ----------- | --------- | ------------ | ---------------------------- | -------- |
| Înfrângere | 1990 | French Open | Zgură     | Petr Korda   | Sergio Casal Emilio Sánchez  | 5–7, 3–6 |
| Înfrângere | 1999 | French Open | Zgură     | Jeff Tarango | Mahesh Bhupathi Leander Paes | 2–6, 5–7 |